# Arusha
Arusha és una ciutat que es troba al nord de Tanzània. És la capital de la Regió d'Arusha, que el 2012 tenia 1.694.310 i que inclou el Districte d'Arusha que, segons el cens del 2002, tenia 282.712 habitants. La ciutat d'Arusha està envoltada per un dels paisatges més famosos d'Àfrica, el Mont Meru, que és el centre del Parc Nacional d'Arusha i que està situat a la vora oriental de la Gran Vall del Rift. Arusha té un clima temperat. La ciutat és propera al Serengeti, al cràter Ngorongoro, al llac Manyara, a la gorja d'Olduvai, al Parc Nacional de Tarangire i al Kilimanjaro, a banda del Parc Nacional d'Arusha, a on hi ha el Meru.
Arusha és un hub internacional diplomàtic important. La ciutat és la seu i la capital de facto de la Comunitat de l'Àfrica Oriental. Des del 1994 la ciutat ha hostatjat el Tribunal Penal Internacional per a Ruanda. És una ciutat multicultural, amb una majoria de població tanzana, de diferents grups humans: bantu, àrab-tanzans i indo-tanzans, a més a més de minories de blancs europeus i americans. Les religions que professen els habitants d'Arusha són el cristianisme, el judaisme, l'islam i l'hinduisme.

## Història
Arusha va ser fundada per alemanys colonialistes quan el territori de Tanzània formava part de l'Àfrica Oriental Alemanya el 1900. Al principi fou una ciutat-guarnició que posteriorment va prendre el nom actual perquè a la zona hi vivia la tribu Wa-Arusha que eren coneguts com a Larusa pels Massais.
La fortalesa militar germànica anomenada Boma es va acabar el 1901. El seu primer comandant fou el Primer Lloctinent Georg Kuster. A partir del 1903 Arusha va créixer ràpidament i va esdevenir un centre comercial i administratiu i va començar a tenir dues dotzenes de botigues d'àrabs i indis al llarg del que avui en dia és la carretera Boma.
A la Dècada de 1960 es va rodar a Arusha part de la pel·lícula Hatari en la que hi actuava John Wayne.
Arusha ha esdevingut crucial en la història moderna de Tanzània. A allà s'hi va signar els documents en els que el Regne Unit proclamava la independència de la República de Tanganyika el 1961. El 1967 s'hi va signar la Declaració d'Arusha que posa les bases del socialisme africà.
El 4 d'agost de 1993 els representants de les diverses faccions de la Guerra Civil Ruandesa hi van signar els Acords d'Arusha que representaven l'acord de Pau entre el Govern de Ruanda i el Front Patriòtic de Ruanda
El Consell de Seguretat de les Nacions Unides va decidir en la Resolució 955 del 8 de novembre de 1994 que Arusha hostatjaria el Tribunal Penal Internacional per a Ruanda. L'establiment d'aquest tribunal en el que hi han treballat molts estrangers d'arreu del món ha influenciat l'economia local i ha fet que el cost de vida de la ciutat hagi augmentat molt per la població local. Aquest tribunal es va clausurar el 2014 però la ciutat també és la seu d'una branca del Mecanisme per als Tribunals Criminals Internacionals des de l'1 de juliol de 2012.
Arusha va ser declarada oficialment ciutat l'1 de juliol del 2006 pel govern tanzà.

## Geografia i clima
Tot i la seva proximitat a la línia equatorial, el clima d'Arusha és relativament baix i poc humit degut a la seva alçada (1.400 metres damunt del nivell del mar) i a la seva situació a les faldes del Mount Meru. Durant gran part de l'any es caracteritza per tenir aire fresc i la seva temperatura oscil·la entre els 13 i els 30 °C, amb una mitjana de 25 °C. Té estació seca i humida i els vents que rep sobretot provenen de l'oceà Índic, que està a l'est de la ciutat.
| Dades climàtiques a Arusha         | Dades climàtiques a Arusha | Dades climàtiques a Arusha | Dades climàtiques a Arusha | Dades climàtiques a Arusha | Dades climàtiques a Arusha | Dades climàtiques a Arusha | Dades climàtiques a Arusha | Dades climàtiques a Arusha | Dades climàtiques a Arusha | Dades climàtiques a Arusha | Dades climàtiques a Arusha | Dades climàtiques a Arusha | Dades climàtiques a Arusha |
| Mes                                | gen                        | febr                       | març                       | abr                        | maig                       | juny                       | jul                        | ag                         | set                        | oct                        | nov                        | des                        | anual                      |
| ---------------------------------- | -------------------------- | -------------------------- | -------------------------- | -------------------------- | -------------------------- | -------------------------- | -------------------------- | -------------------------- | -------------------------- | -------------------------- | -------------------------- | -------------------------- | -------------------------- |
| Màxima mitjana °C (°F)             | 29 (84)                    | 29 (84)                    | 27 (81)                    | 25 (77)                    | 22 (72)                    | 21 (70)                    | 21 (69)                    | 22 (72)                    | 24 (76)                    | 27 (80)                    | 27 (81)                    | 27 (81)                    | 25.1 (77.3)                |
| Mínima mitjana °C (°F)             | 10 (50)                    | 11 (51)                    | 12 (53)                    | 14 (57)                    | 11 (52)                    | 9 (48)                     | 9 (49)                     | 9 (48)                     | 8 (47)                     | 11 (51)                    | 11 (51)                    | 10 (50)                    | 10.4 (50.6)                |
| Precipitació mitjana mm (polzades) | 58 (2.3)                   | 84 (3.3)                   | 180 (7)                    | 368 (14.5)                 | 211 (8.3)                  | 33 (1.3)                   | 15 (0.6)                   | 20 (0.8)                   | 20 (0.8)                   | 36 (1.4)                   | 112 (4.4)                  | 100 (4)                    | 1.237 (48,7)               |
| Font: Weatherbase                  |                            |                            |                            |                            |                            |                            |                            |                            |                            |                            |                            |                            |                            |

## Indústria i economia
El principal sector econòmic de la ciutat és el sector serveis. A Arusha hi ha la seu de moltes empreses grans i petites. En tenir-hi la seu molts bancs personals i comercials, ha esdevingut la capital financera i cultural de la regió. A més a més, també hi ha les indústries més importants de la regió: fàbriques de cervesa, de pneumàtics, de processament agroforestal i del sector farmacèutic.
El turisme també és un sector important de la ciutat. A causa de la seva ubicació, molt a prop d'alguns dels parcs nacionals i reserves de caça més importats de l'Àfrica, entre els quals hi ha el Serengeti, el Kilimanjaro i la Zona de Conservació de Ngorongoro, entre d'altres. A Arusha s'hi han filmat moltes pel·lícules documentals i llargmetratges de ficció com Hatari. Això ha promocionat la ciutat i ha fet que actors i caçadors coneguts com a John Wayne, Hardy Krüger o Robert Taylor l'hagin visitat.
Arusha és la seu de la Comunitat de l'Àfrica Oriental i ha hostatjat el Tribunal Internacional Criminal per Ruanda i la Cort Africana de Drets Humans i dels Pobles. A la ciutat hi ha un palau de conferències internacionals.
A més a més, moltes organitzacions no governamentals han operat a Arusha.

## Districtes

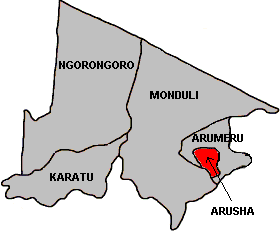
El districte d'Arusha dins la Regió d'Arusha

Un dels districtes més importants de la ciutat és la Zona Central que està situada al voltant de la Torre del Rellotge. És la zona de negocis de la ciutat. El barri de Sekei està situat al nord-oest i és una zona residencial amb una vida nocturna considerable. El de Njiro és un suburbi situat al sud de la ciutat en el que hi viu la classe mitjana i el barri de Tengeru és un barri-mercat viu que està a l'est de la ciutat.
Els districtes del nord de la ciutat són Karatu, Ngorongo, Monduli, Arumeru i Longido. En aquesta zona hi ha el camp de Safari de Robanda, a 90 minuts en cotxe des de la ciutat, a les portes del Serengeti i rep importants migracions d'animals sobretot entre el maig i l'agost i l'octubre i el desembre. S'hi troben grans ramats de zebres, elefants i girafes, així com lleons, hienes, gaseles, topis i búfals.
A nivell popular es pensa que la Torre del Rellotge d'Arusha està situada a la meitat entre el Caire i Ciutat del Cap i representa el punt mitjà de l'Imperi Britànic de l'Àfrica. Tot i això, en l'actualitat el centre de la distància entre les dues ciutats està en un gran cercle situat al centre de la República Democràtica del Congo.

## Transports
A Arusha hi ha l'Aeroport Internacional del Kilimanjaro. Està situat a 60 quilòmetres a l'est de la ciutat, a mig camí entre aquesta i Moshi. Aquest aeroport té tant vols internacionals com domèstics. A l'oest de la ciutat també hi ha l'Aeroport d'Arusha que dona servei a uns 87.000 passatgers anuals.
El transport públic per carretera es fa en autobusos que uneixen Arusha amb Nairobi, Dodoma i Dar es Salaam i les ciutats més importants de Tanzània.

## Cultura i cuina

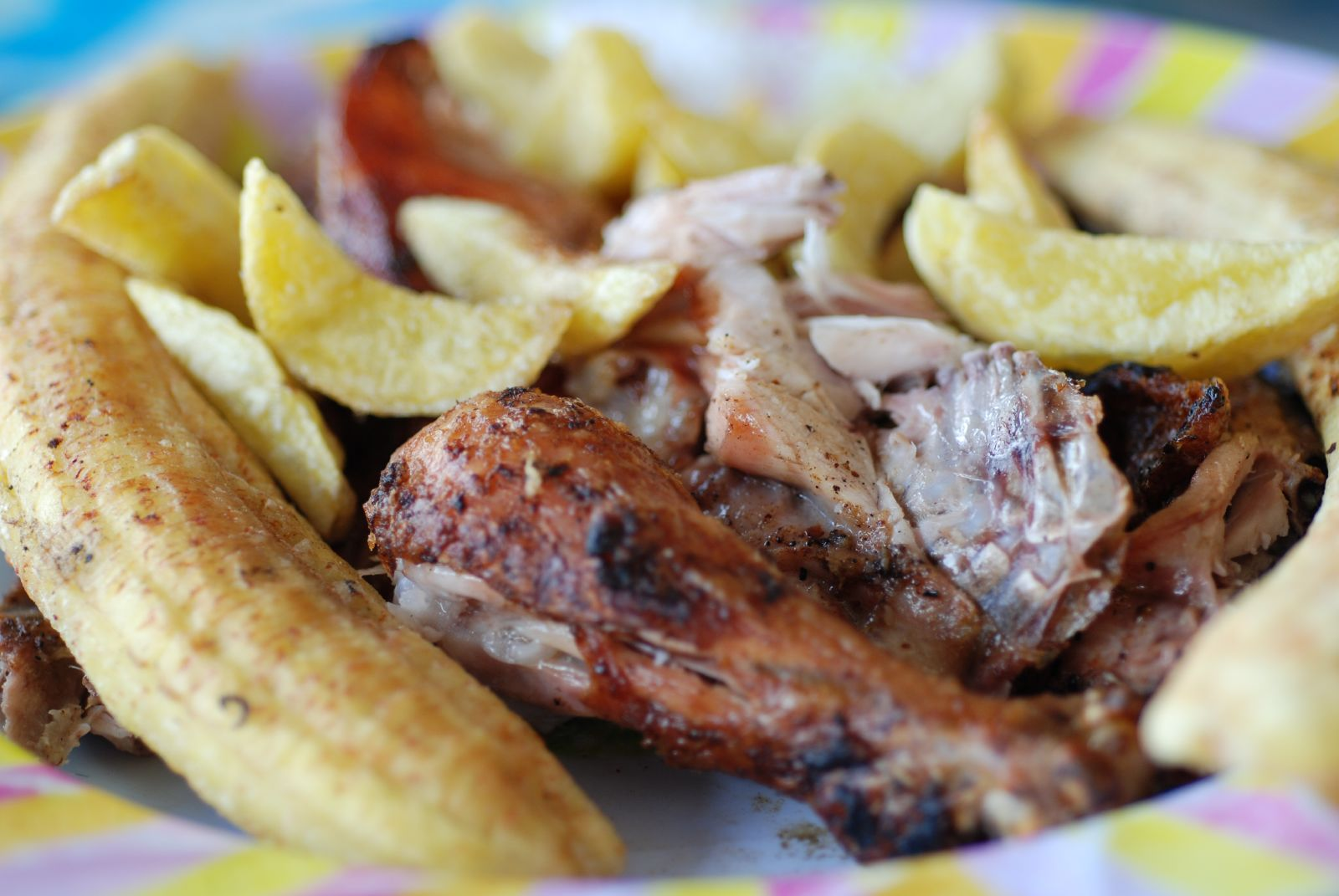

Arusha és un centre viu de l'escena musical tanzana. El hip-hop tanzà és molt popular entre els joves i és cantat en Swahili. Aquest rep influències de la música afroamericana. Algunes de les bandes més representatives d'aquest gènere són X Plastaz, Nakaaya, Nako 2 Nako, Watengwa i Waturutumbi.
Entre les festes més destacades de la ciutat hi ha el festival anual del Nane Nane, una festa agrícola que se celebra el 8 d'agost (nane nane significa vuit-vuit en swahili) i els agricultors hi mostren els seus productes en una fira. Aquest festival atreu més de mig milió de persones cada any. La ciutat també hostatja un festival anual patrocinat per filantrops locals que porta a la ciutat artistes de renom mundial.
Arusha té una vida nocturana vibrant i té clubs i discoteques populars com Masai Camp, Greek Club, Club AQ, Colobus Club i el Via Via.
A Arusha hi ha el Museu Nacional d'Història Natural de Tanzània que conté exhibicions sobre els primers homínids, les plantes i els animals de la regió i sobre la història de la ciutat. Al costat del monument d'Uhuru hi ha un altre petit museu que mostra informació sobre la Declaració d'Arusha del 1967.
La ciutat d'Arusha també és la seu del primer centre de comunicacions indígena de l'Àfrica oriental, Aang Serian Drum.
La cuina d'Arusha és una barreja de diverses cultures culinàries de Tanzània i de tot el món. Els plats locals més destacats són el nyama choma', el kiti moto, el kuku choma (barbacoa de peixos popular servida normalment amb cervesa local), el Chips mayai i el Pili Pili.

## Educació i sanitat

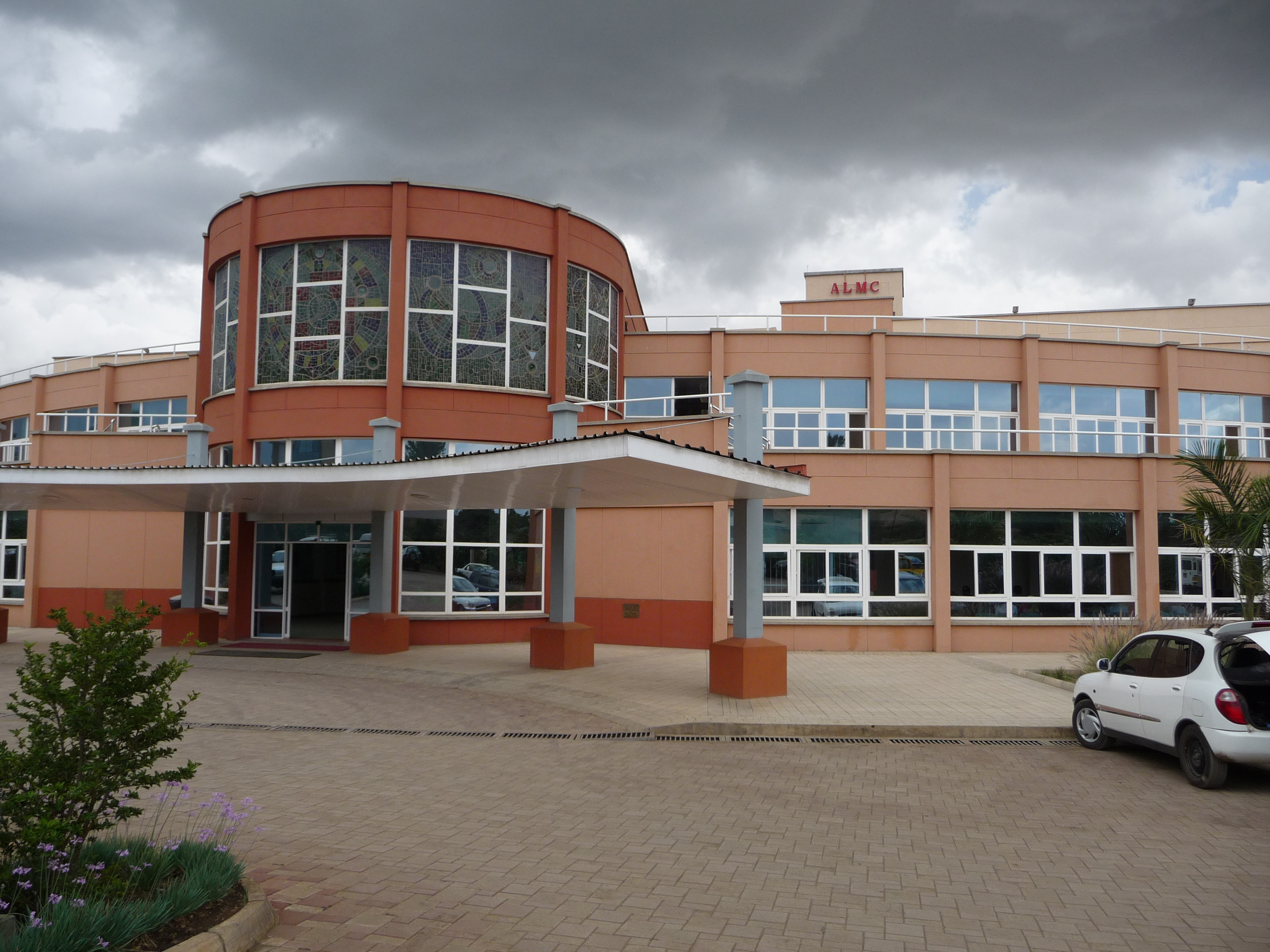
L'hospital luterà d'Arusha.

A Arusha hi ha moltes escoles a les que hi acudeixen els infants de la ciutat. Entre aquestes hi ha quatre escoles internacionals, l'Escola Internacional Moshi, l'escola Internacional d'Arusha, l'Escola Braeburn i l'Escola Internacional de St Constantine.
Respecte a l'educació superior, a Arusha hi ha l'Institut Nacional de Turisme (Campus d'Arusha), l'Institut Tècnic d'Arusha, l'Institut Tengeru de Desenvolupament Comunitari, l'Institut Africà Nelson Mandela de Ciència i Tecnologia, l'Institut d'Administració de l'Est i el Sud d'Àfrica, el MS Training Centre for Development Cooperation, l'Institut de Comptabilitat d'Arusha, l'Institut de les Ciències Forestals, Olmotonyi, l'Institut de Recerca sobre la Vida Natural de Tanzània, el Col·legi Universitari Makumira, la Universitat d'Arusha i la Universitat del Mont Meru. A més a més s'hi està instal·lant un campus de la Universitat Aga Khan.
A Arusha hi ha els hospitals més importants de la regió: l'Hospital Mount Meru i l'Arusha Lutheran Medical Center en són els més importants.

## Esports
A Arusha hi ha la seu de la selecció nacional de rugbi de Tanzània i s'hi han jugat diversos partits internacionals. L'Arusha F.C. és el club de futbol que representa a la ciutat a la lliga nacional de futbol i juga a l'estadi Memorial Sheikh Amri Abeid. Entre el 1985 i el 2004 a la ciutat s'ha fet la Marató del Mont Meru en la que l'any 1993 s'hi va fer el rècord de la competició de marató més ràpida de Tanzània que va fer Benedict Ako.

## Arusha a la cultura popular
A Arusha s'hi va gravar la pel·lícula del 1962 "Hatari", dirigida per Howard Hawks. En el videojoc Halo 3 es veu un tros de carretera que dirigeix "Arusha". Tot i que aquesta carretera continua cap a fora la ciutat, suggereix que la ciutat va ser destruïda pel Covenant.

## Ciutats agermanades
- Durham (Carolina del Nord), Estats Units
- Kansas City (Missouri), Estats Units
- Mürzzuschlag, Àustria
- Tifariti, Sàhara Occidental

## Galeria d'imatges

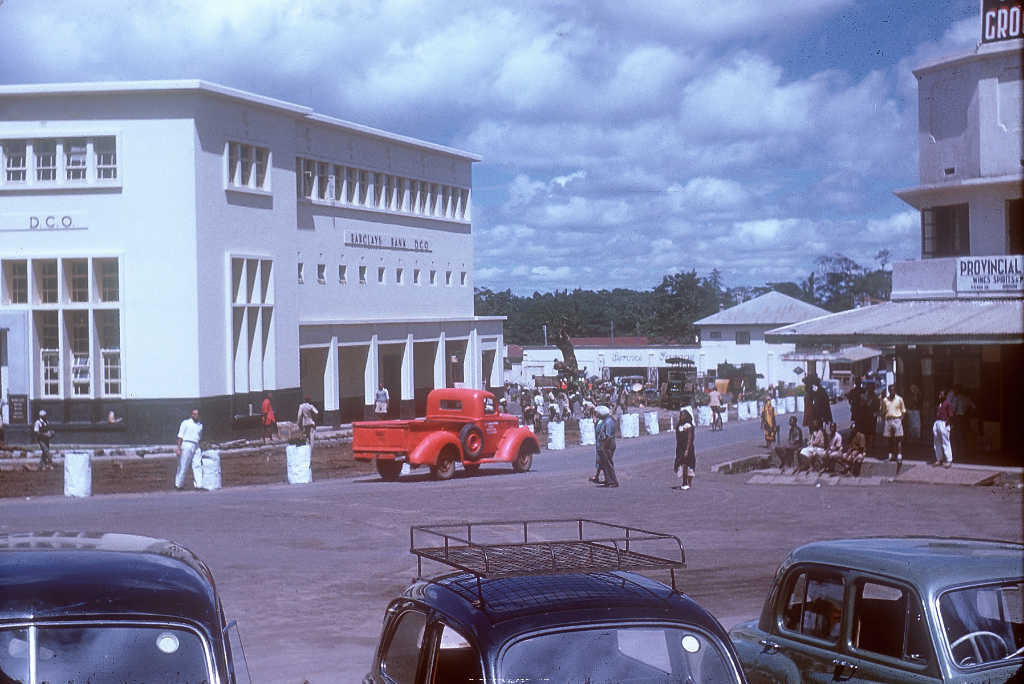
Zona de la torre del rellotge d'Arusha, 1953
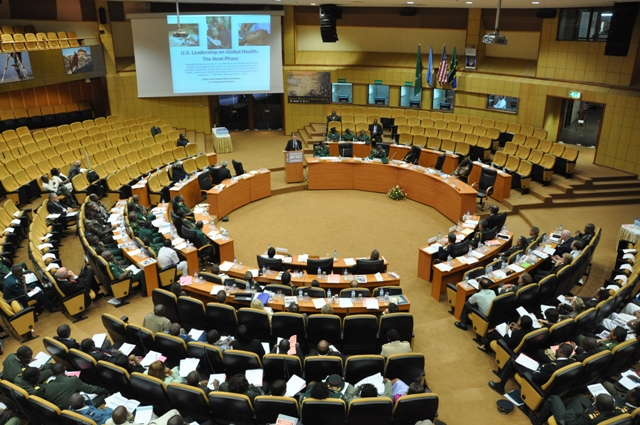
Assemblea Legislativa de l'Àfrica de l'Est
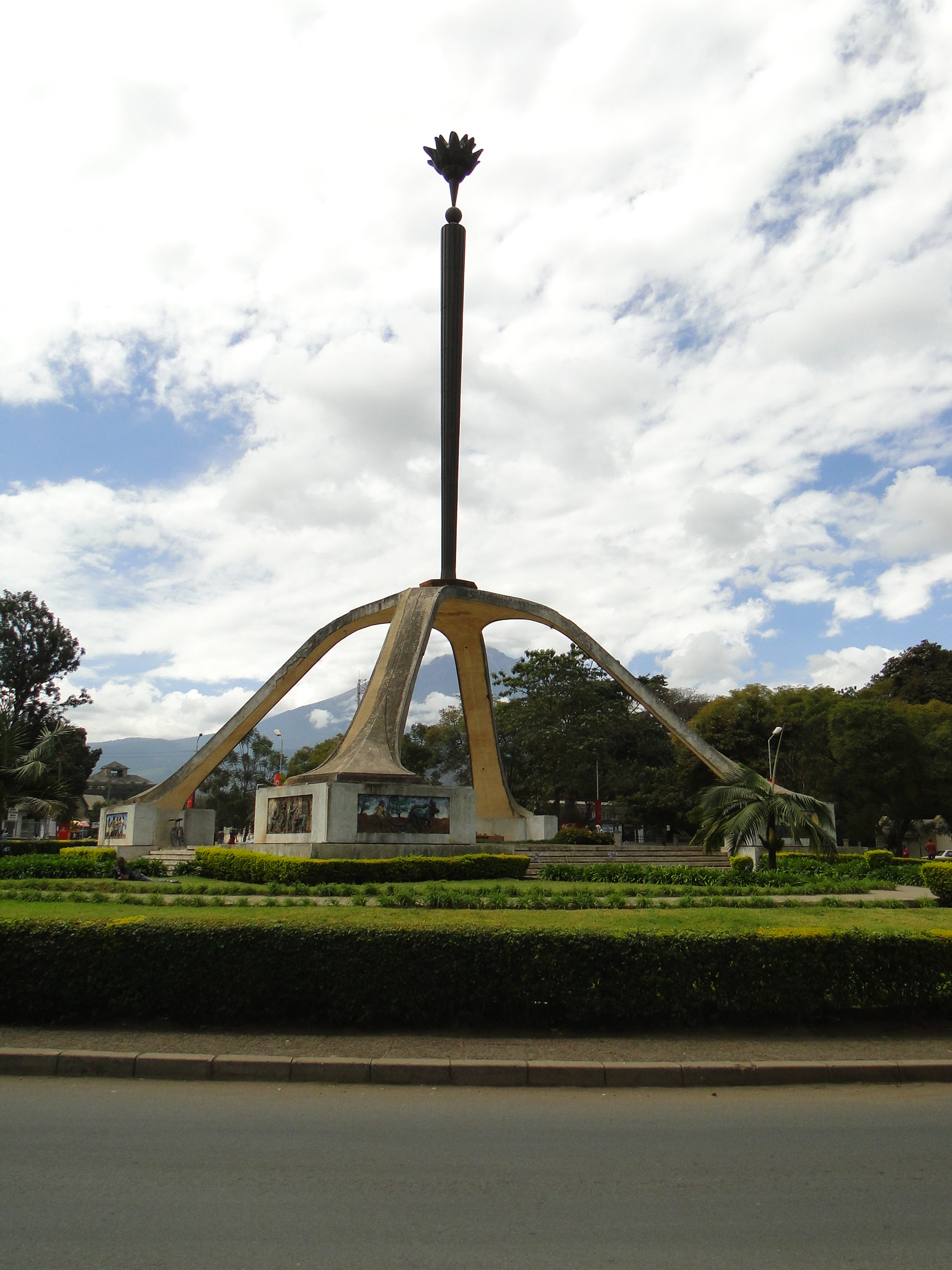
Monument Uhuru d'Arusha
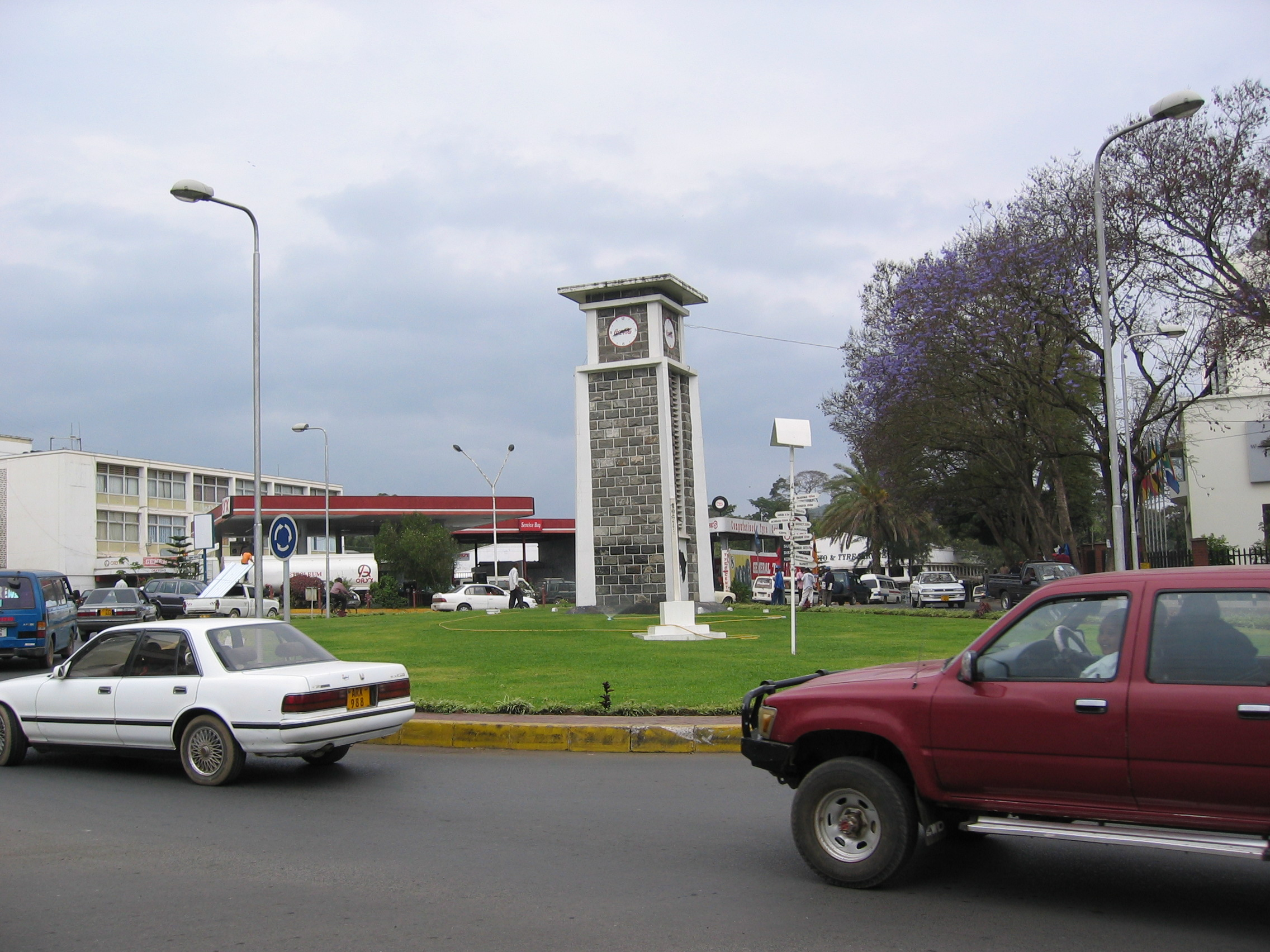
Torre del Rellotge d'Arusha